# Francesc Parcerisas i Vázquez
Francesc Parcerisas i Vázquez (Begues, Baix Llobregat, 30 de novembre de 1944) és poeta, traductor i crític literari.

## Biografia
És professor del Departament de Traducció i d'Interpretació de la Universitat Autònoma de Barcelona, de la qual ha estat vicedirector i cap del Departament de Traducció. Fou vicepresident al Principat (1991-1997) i president (1998-1999) de l'Associació d'Escriptors en Llengua Catalana, i ha estat director (1998-2004) i degà (2010-2016) de la Institució de les Lletres Catalanes.
Membre destacat de la generació literària dels setanta, ha publicat molts llibres de poemes i ha rebut nombrosos premis, com ara el Carles Riba del 1966, el Joan Alcover del 1975, el de la Crítica de poesia catalana (1983) i el de Literatura Catalana de la Generalitat de Catalunya, el mateix any. L'any 1991 Triomf del present, recull de la seva obra poètica, rebé el premi Lletra d'Or. Amb el seu primer llibre de prosa, La primavera a Pequín (2013), ha aconseguit el Premi Llibreter de narrativa 2013.
A banda d'aquesta faceta, és ben conegut per les seves traduccions d'El Senyor dels Anells i altres obres de J.R.R. Tolkien, en les quals va aplicar, per a traduir els noms i topònims, els criteris establerts a tal fi pel mateix Tolkien. El resultat va fer-se servir de referència per al doblatge de les pel·lícules que es basaven en la trilogia principal de Tolkien i que va dirigir Peter Jackson. Parcerisas ha traduït també poesia al català, sobretot anglesa: destaquen les seves versions de Seamus Heaney (La llanterna de l'arç), Ezra Pound (Cathai i Un esborrany de XXX Cantos) i David Rosenthal. El 2010 Premi Rosalía de Castro, Centro PEN Galicia.
El 2015 fou guardonat amb el Premi Nacional de Cultura «per la rellevància de la seva poesia, de l'obra traduïda i la seva labor com a crític literari».

## Obra publicada

### Poesia
- Vint poemes civils (Ariel, 1967). Premi Joan Salvat-Papasseit 1966
- Homes que es banyen (Proa, 1970). Premi Carles Riba 1966
- Discurs sobre les matèries terrestres (Edicions 62, 1972)
- Granollers, fulla baixa (Barcelona 1973)
- Latituds dels cavalls (Lumen, 1974)
- Dues suites (Edicions 62, 1976)
- L'edat d'or (Quaderns Crema, 1983). Premi de la Crítica 1983
- Poemes (1969-1989) (Eivissa, Caixa Balears i Institut d'Estudis Eivissencs, 1989)
- Amulet verd (Màlaga, Librería Anticuaria Guadalhorce, 1991)
- Triomf del present. Obra poètica (1965-1983) (Columna, 1991). Lletra d'Or 1991
- Focs d'octubre (Quaderns Crema, 1992). Premi Ciutat de Barcelona de poesia 1992
- Natura morta amb nens (Quaderns Crema, 2000)
- Dos dies més de sud (Quaderns Crema, 2006)
- Seixanta-un poemes (Quaderns Crema, 2014)
- Triomf del present. Obra poètica (1965-2000) (Quaderns Crema, 2024).

### Crítica i assaig
- L'objecte immediat (Curial, 1991)
- Cent anys de traducció al català (1891-1991) (Eumo, 1998)
- Traducció, edició, ideologia. Aspectes sociològics de les traduccions de "La Bíblia" i de "L'Odissea" al català (Eumo, 2010)
- Sense mans. Metàfores i papers sobre la traducció (Galaxia Gutenberg, 2013). Premi Internacional d'Assaig Palau i Fabre 2013

### Diaris
- La primavera a Pequín (Quaderns Crema, 2013)
- Un estiu (Quaderns Crema, 2018)
- La tardor em sobta (Quaderns Crema, 2022)

## Fons personal
L'any 2015, Francesc Parcerisas va cedir el seu fons personal a la Biblioteca d'Humanitats de la Universitat Autònoma de Barcelona, el qual va ser catalogat amb la col·laboració del Departament de Filologia Catalana. El fons està integrat, majoritàriament, per manuscrits i mecanoscrits de les seves traduccions al català i al castellà. 
Per altra banda, la seva correspondència es conserva a la Biblioteca de Catalunya